# Kreisgericht Perleberg (Preußen)
Das Kreisgericht Perleberg war ein preußisches Kreisgericht in der damaligen preußischen Provinz Brandenburg mit Sitz in Perleberg.

## Geschichte
Im Sprengel des Kreisgerichtes Perleberg bestanden bis 1849 das
- königliche Stadtgericht Perleberg
- königliche Land- und Stadtgericht Lenzen
- königliche Land- und Stadtgericht Havelberg.

Daneben bestanden viele Patrimonialgerichte.
Im Jahre 1849 wurden in Preußen einheitlich Kreisgerichte geschaffen. Hierbei wurde die Patrimonialgerichtsbarkeit abgeschafft und die Patrimonialgerichte aufgehoben. Auch die eingangs genannten Gerichte wurden aufgehoben und es entstand das Königliche Kreisgericht Perleberg. Es umfasste Teile der Landkreise Westprignitz und Ostprignitz. Zuständiges Appellationsgericht blieb das Kammergericht.
Gerichtskommissionen, also Zweigstellen des Gerichtes, wurden in Havelberg, Lenzen, Putlitz, Sandau, Wilsnack und Wittenberge eingerichtet.
Schwurgerichtssachen des Kreisgerichtes Wittstock wurden beim Kreisgericht Perleberg verhandelt. Am Gericht waren 1870 ein Direktor und 13 Kreisrichter eingesetzt. Die Zahl der Gerichtseingesessenen betrug 82.736.
Im Rahmen der Reichsjustizgesetze wurde das Gerichtswesen in Deutschland 1879 vereinheitlicht. Damit wurden das Kreisgericht Perleberg aufgehoben und das königlich preußische Amtsgericht Perleberg mit Wirkung zum 1. Oktober 1879 als eines von elf Amtsgerichten im Bezirk des Landgerichtes Potsdam als Nachfolger gebildet. Auch die meisten Gerichtskommissionen wurden 1879 in Amtsgerichte umgewandelt (Amtsgericht Havelberg, Amtsgericht Lenzen, Amtsgericht Sandau und Amtsgericht Wittenberge).

## Gerichtssprengel
Dem Kreisgericht Perleberg waren folgende Gemeinden zugeordnet:
| Ort                                | Landkreis              | früheres Gericht                                              |
| ---------------------------------- | ---------------------- | ------------------------------------------------------------- |
| Perleberg                          | Landkreis Westprignitz | Stadtgericht Perleberg                                        |
| Badephul                           | Landkreis Westprignitz | Patrimonialgericht                                            |
| Baek                               | Landkreis Westprignitz | Patrimonialgericht                                            |
| Bernheide                          | Landkreis Westprignitz | Patrimonialgericht                                            |
| Birkholz                           | Landkreis Westprignitz | teils Land- und Stadtgericht Lenzen, teils Patrimonialgericht |
| Blüthen                            | Landkreis Westprignitz | Patrimonialgericht                                            |
| Boberow                            | Landkreis Westprignitz | teils Land- und Stadtgericht Lenzen, teils Patrimonialgericht |
| Bootz                              | Landkreis Westprignitz | Patrimonialgericht                                            |
| Bresch und Wollnitz                | Landkreis Westprignitz | Patrimonialgericht                                            |
| Groß Buchholz                      | Landkreis Westprignitz | Patrimonialgericht                                            |
| Wüsten-Buchholz                    | Landkreis Westprignitz | Patrimonialgericht                                            |
| Burghagen                          | Landkreis Westprignitz | Patrimonialgericht                                            |
| Creuzburg                          | Landkreis Westprignitz | Patrimonialgericht                                            |
| Dallmin                            | Landkreis Westprignitz | teils Land- und Stadtgericht Lenzen, teils Patrimonialgericht |
| Dargardt                           | Landkreis Westprignitz | Patrimonialgericht                                            |
| Deibow                             | Landkreis Westprignitz | Patrimonialgericht                                            |
| Dergenthin                         | Landkreis Westprignitz | teils Stadtgericht Perleberg, teils Patrimonialgericht        |
| Düpow                              | Landkreis Westprignitz | teils Stadtgericht Perleberg, teils Patrimonialgericht        |
| Feldmarschallshof                  | Landkreis Westprignitz | Patrimonialgericht                                            |
| Gandow                             | Landkreis Westprignitz | Patrimonialgericht                                            |
| Garlin                             | Landkreis Westprignitz | Patrimonialgericht                                            |
| Glövzin                            | Landkreis Westprignitz | Patrimonialgericht                                            |
| Gosedahl                           | Landkreis Westprignitz | Patrimonialgericht                                            |
| Groß Gottschow                     | Landkreis Westprignitz | teils Stadtgericht Perleberg, teils Patrimonialgericht        |
| Klein Gottschow                    | Landkreis Westprignitz | Patrimonialgericht                                            |
| Gramzow                            | Landkreis Westprignitz | Patrimonialgericht                                            |
| Guhlow                             | Landkreis Westprignitz | Patrimonialgericht                                            |
| Guhlsdorf                          | Landkreis Westprignitz | Patrimonialgericht                                            |
| Hohenvier                          | Landkreis Westprignitz | Patrimonialgericht                                            |
| Holzseelen                         | Landkreis Westprignitz | Patrimonialgericht                                            |
| Jagel zu Gadow                     | Landkreis Westprignitz | Patrimonialgericht                                            |
| Kaltenhof                          | Landkreis Westprignitz | Patrimonialgericht                                            |
| Karstädt                           | Landkreis Westprignitz | Patrimonialgericht                                            |
| Karwe                              | Landkreis Westprignitz | Patrimonialgericht                                            |
| Kleinow                            | Landkreis Westprignitz | Patrimonialgericht                                            |
| Kletzke                            | Landkreis Westprignitz | Patrimonialgericht                                            |
| Klockow                            | Landkreis Westprignitz | Patrimonialgericht                                            |
| Krampfer                           | Landkreis Westprignitz | Patrimonialgericht                                            |
| Kribbe                             | Landkreis Westprignitz | Patrimonialgericht                                            |
| Kuhwinkel                          | Landkreis Westprignitz | Patrimonialgericht                                            |
| Lanz                               | Landkreis Westprignitz | Patrimonialgericht                                            |
| Laaslich                           | Landkreis Westprignitz | Patrimonialgericht                                            |
| Groß Linde                         | Landkreis Westprignitz | Land- und Stadtgericht Havelberg                              |
| Lübzow                             | Landkreis Westprignitz | Stadtgericht Perleberg und Patrimonialgericht                 |
| Lütkenwisch                        | Landkreis Westprignitz | Patrimonialgericht                                            |
| Mankmuß                            | Landkreis Westprignitz | Patrimonialgericht                                            |
| Mellen                             | Landkreis Westprignitz | Land- und Stadtgericht Lenzen und Patrimonialgericht          |
| Mesekow                            | Landkreis Westprignitz | Patrimonialgericht                                            |
| Milow                              | Landkreis Westprignitz | Patrimonialgericht                                            |
| Nausdorf                           | Landkreis Westprignitz | Patrimonialgericht                                            |
| Nebelin                            | Landkreis Westprignitz | Patrimonialgericht                                            |
| Neuhausen                          | Landkreis Westprignitz | Patrimonialgericht                                            |
| Neuhof und Wollnitz                | Landkreis Westprignitz | Patrimonialgericht                                            |
| Pinnow                             | Landkreis Westprignitz | Patrimonialgericht                                            |
| Platenhof                          | Landkreis Westprignitz | Patrimonialgericht                                            |
| Ponitz                             | Landkreis Westprignitz | Patrimonialgericht                                            |
| Postlin                            | Landkreis Westprignitz | Patrimonialgericht                                            |
| Premslin                           | Landkreis Westprignitz | Patrimonialgericht                                            |
| Pröttlin und Brüssow               | Landkreis Westprignitz | Patrimonialgericht                                            |
| Quitzow                            | Landkreis Westprignitz | Patrimonialgericht                                            |
| Rambow bei Lenzen                  | Landkreis Westprignitz | Patrimonialgericht                                            |
| Rambow bei Perleberg               | Landkreis Westprignitz | Patrimonialgericht                                            |
| Rostlin                            | Landkreis Westprignitz | Patrimonialgericht                                            |
| Reckenzin                          | Landkreis Westprignitz | Patrimonialgericht                                            |
| Reetz                              | Landkreis Westprignitz | Patrimonialgericht                                            |
| Retzin                             | Landkreis Westprignitz | Patrimonialgericht                                            |
| Rohlsdorf                          | Landkreis Westprignitz | Patrimonialgericht                                            |
| Rosenhagen                         | Landkreis Westprignitz | Patrimonialgericht                                            |
| Sargleben                          | Landkreis Westprignitz | Patrimonialgericht                                            |
| Schilde                            | Landkreis Westprignitz | Patrimonialgericht                                            |
| Schönfeld                          | Landkreis Westprignitz | Patrimonialgericht                                            |
| Seetz                              | Landkreis Westprignitz | Patrimonialgericht                                            |
| Silge                              | Landkreis Westprignitz | Patrimonialgericht                                            |
| Simonshagen                        | Landkreis Westprignitz | Patrimonialgericht                                            |
| Spiegelhagen                       | Landkreis Westprignitz | Patrimonialgericht                                            |
| Stavenow, Banker, Semlin, Wakerlow | Landkreis Westprignitz | Patrimonialgericht                                            |
| Steesow, Vorwerk und Kolonie       | Landkreis Westprignitz | Patrimonialgericht                                            |
| Steinberg                          | Landkreis Westprignitz | Patrimonialgericht                                            |
| Schönfeld                          | Landkreis Westprignitz | Patrimonialgericht                                            |
| Streesow                           | Landkreis Westprignitz | Patrimonialgericht                                            |
| Stehlen                            | Landkreis Westprignitz | Patrimonialgericht                                            |
| Striegleben                        | Landkreis Westprignitz | Patrimonialgericht                                            |
| Sükow                              | Landkreis Westprignitz | Königlich und Patr. Stadtgericht Perleberg                    |
| Tangendorf                         | Landkreis Westprignitz | Patrimonialgericht                                            |
| Uenze                              | Landkreis Westprignitz | Patrimonialgericht                                            |
| Vahrnow                            | Landkreis Westprignitz | Patrimonialgericht                                            |
| Wüsten Vahrnow                     | Landkreis Westprignitz | Patrimonialgericht                                            |
| Verbitz                            | Landkreis Westprignitz | Patrimonialgericht und Land- und Stadtgericht Lenzen          |
| Viesecke                           | Landkreis Westprignitz | Patrimonialgericht                                            |
| Warnow                             | Landkreis Westprignitz | Patrimonialgericht                                            |
| Wendisch Warnow                    | Landkreis Westprignitz | Patrimonialgericht                                            |
| Klein-Welle                        | Landkreis Westprignitz | Patrimonialgericht                                            |
| Groß Werzin                        | Landkreis Westprignitz | Patrimonialgericht                                            |
| Wolfshagen, Dannhof, Hellburg      | Landkreis Westprignitz | Patrimonialgericht                                            |
| Wustrow                            | Landkreis Westprignitz | Patrimonialgericht                                            |
| Zapel                              | Landkreis Westprignitz | Patrimonialgericht                                            |
| Zeddin                             | Landkreis Westprignitz | Patrimonialgericht                                            |

## Gerichtskommission Havelberg
Die Gerichtsdeputation Havelberg teilte sich in zwei Gerichtsbezirke auf. Der Gerichtskommission Havelberg I waren folgende Gemeinden zugeordnet:
| Ort                                                         | Landkreis              | früheres Gericht                             |
| ----------------------------------------------------------- | ---------------------- | -------------------------------------------- |
| Havelberg                                                   | Landkreis Westprignitz | Königliches Land- und Stadtgericht Havelberg |
| Dom Havelberg mit Mühlenholz, Theerofen, Weinberge, Weplitz | Landkreis Westprignitz | Königliches Land- und Stadtgericht Havelberg |
| Köperberg                                                   | Landkreis Westprignitz | Königliches Land- und Stadtgericht Havelberg |
| Kümmernitz                                                  | Landkreis Westprignitz | Königliches Land- und Stadtgericht Havelberg |
| Bauhof                                                      | Landkreis Westprignitz | Königliches Land- und Stadtgericht Havelberg |
| Neuberg                                                     | Landkreis Westprignitz | Königliches Land- und Stadtgericht Havelberg |
| Schönberg                                                   | Landkreis Westprignitz | Königliches Land- und Stadtgericht Havelberg |
| Sperlingsberg                                               | Landkreis Westprignitz | Königliches Land- und Stadtgericht Havelberg |
| Wendeberg und Heinotterberg                                 | Landkreis Westprignitz | Königliches Land- und Stadtgericht Havelberg |

Der Gerichtskommission Havelberg II waren folgende Gemeinden zugeordnet:
| Ort                                | Landkreis              | früheres Gericht                                                    |
| ---------------------------------- | ---------------------- | ------------------------------------------------------------------- |
| Jederitz                           | Landkreis Westprignitz | Königliches Land- und Stadtgericht Havelberg                        |
| Vehlgast                           | Landkreis Westprignitz | Patrimonialgericht                                                  |
| Damerow                            | Landkreis Westprignitz | Patrimonialgericht                                                  |
| Todtenkopf                         | Landkreis Westprignitz | Patrimonialgericht                                                  |
| Saldernhorst                       | Landkreis Westprignitz | Patrimonialgericht                                                  |
| Müggenbusch                        | Landkreis Westprignitz | Königliches Land- und Stadtgericht Havelberg                        |
| Toppel                             | Landkreis Westprignitz | Königliches Land- und Stadtgericht Havelberg                        |
| Neu Werben                         | Landkreis Westprignitz | Königliches Land- und Stadtgericht Havelberg                        |
| Dahlen und Ritzkow                 | Landkreis Westprignitz | Königliches Land- und Stadtgericht Havelberg                        |
| Bendelin                           | Landkreis Westprignitz | Patrimonialgericht und Königliches Land- und Stadtgericht Havelberg |
| Retzow                             | Landkreis Westprignitz | Königliches Land- und Stadtgericht Havelberg                        |
| Söllenthin                         | Landkreis Westprignitz | Patrimonialgericht                                                  |
| Klein Leptin                       | Landkreis Westprignitz | Patrimonialgericht                                                  |
| Glöwen, Bergmannshof, Storbeckshof | Landkreis Westprignitz | Patrimonialgericht                                                  |
| Quitzöbel                          | Landkreis Westprignitz | Patrimonialgericht                                                  |
| Friedrichswalde                    | Landkreis Westprignitz | Patrimonialgericht                                                  |
| Zichtow                            | Landkreis Westprignitz | Patrimonialgericht                                                  |
| Bischofsberg                       | Landkreis Westprignitz | Patrimonialgericht                                                  |
| Lehmkuhlenberg                     | Landkreis Westprignitz | Königliches Land- und Stadtgericht Havelberg                        |
| Breddin                            | Landkreis Westprignitz | Königliches Land- und Stadtgericht Havelberg                        |
| Damelack                           | Landkreis Westprignitz | Patrimonialgericht                                                  |
| Sophiendorf                        | Landkreis Westprignitz | Patrimonialgericht                                                  |

## Gerichtskommission Lenzen
Der Gerichtsdeputation Lenzen waren folgende Gemeinden zugeordnet:
| Ort          | Landkreis              | früheres Gericht                           |
| ------------ | ---------------------- | ------------------------------------------ |
| Lenzen       | Landkreis Westprignitz | Land- und Stadtgericht Lenzen              |
| Gaarz        | Landkreis Westprignitz | Patrimonialgericht                         |
| Besandten    | Landkreis Westprignitz | Patrimonialgericht                         |
| Baarz        | Landkreis Westprignitz | Patrimonialgericht                         |
| Unbesandten  | Landkreis Westprignitz | Patrimonialgericht                         |
| Kietz        | Landkreis Westprignitz | Patrimonialgericht                         |
| Rosensdorf   | Landkreis Westprignitz | Patrimonialgericht                         |
| Groß Wootz   | Landkreis Westprignitz | Patrimonialgericht                         |
| Klein Wootz  | Landkreis Westprignitz | Königlich und Patr. Stadtgericht Perleberg |
| Mödlich      | Landkreis Westprignitz | Land- und Stadtgericht Lenzen              |
| Breetz       | Landkreis Westprignitz | Land- und Stadtgericht Lenzen              |
| Seedorf      | Landkreis Westprignitz | Land- und Stadtgericht Lenzen              |
| Bäckern      | Landkreis Westprignitz | Land- und Stadtgericht Lenzen              |
| Moor         | Landkreis Westprignitz | Land- und Stadtgericht Lenzen              |
| Körbitz      | Landkreis Westprignitz | Land- und Stadtgericht Lenzen              |
| Eldenburg    | Landkreis Westprignitz | Land- und Stadtgericht Lenzen              |
| Gandow       | Landkreis Westprignitz | Land- und Stadtgericht Lenzen              |
| Lenzer Fähre | Landkreis Westprignitz | Land- und Stadtgericht Lenzen              |
| Zuggelrade   | Landkreis Westprignitz | Land- und Stadtgericht Lenzen              |
| Burg Lenzen  | Landkreis Westprignitz | Land- und Stadtgericht Lenzen              |
| Görnitz      | Landkreis Westprignitz | Patrimonialgericht                         |
| Bochin       | Landkreis Westprignitz | Patrimonialgericht                         |
| Krinitz      | Landkreis Westprignitz | Patrimonialgericht                         |
| Sterbitz     | Landkreis Westprignitz | Land- und Stadtgericht Lenzen              |
| Rudow        | Landkreis Westprignitz | Land- und Stadtgericht Lenzen              |

## Gerichtskommission Putlitz
Der Gerichtsdeputation Putlitz waren folgende Gemeinden zugeordnet:
| Ort                  | Landkreis              | früheres Gericht                                 |
| -------------------- | ---------------------- | ------------------------------------------------ |
| Nettelbeck           | Landkreis Ostprignitz  | Patrimonialgericht                               |
| Krummbeck            | Landkreis Ostprignitz  | Patrimonialgericht                               |
| Weitgendorf          | Landkreis Ostprignitz  | Patrimonialgericht                               |
| Porep                | Landkreis Ostprignitz  | Patrimonialgericht und Amt Marnitz (Mecklenburg) |
| Drenkow              | Landkreis Ostprignitz  | Patrimonialgericht                               |
| Tellschow            | Landkreis Ostprignitz  | Patrimonialgericht                               |
| Suckow               | Landkreis Ostprignitz  | Patrimonialgericht und Amt Marnitz (Mecklenburg) |
| Puttlitz             | Landkreis Westprignitz | Patrimonialgericht                               |
| Burghof Puttlitz     | Landkreis Westprignitz | Patrimonialgericht                               |
| Puttlitz-Philippshof | Landkreis Westprignitz | Patrimonialgericht                               |
| Sagast               | Landkreis Westprignitz | Patrimonialgericht                               |
| Lütkendorf           | Landkreis Westprignitz | Patrimonialgericht                               |
| Hülsebeck            | Landkreis Westprignitz | Patrimonialgericht                               |
| Schweinekawen        | Landkreis Westprignitz | Patrimonialgericht                               |
| Mannsfeld            | Landkreis Westprignitz | Patrimonialgericht                               |
| Hohefeld             | Landkreis Westprignitz | Patrimonialgericht                               |
| Munckelstuhl         | Landkreis Westprignitz | Patrimonialgericht                               |
| Burow                | Landkreis Westprignitz | Patrimonialgericht                               |
| Neu Sagast           | Landkreis Westprignitz | Patrimonialgericht                               |
| Tacken               | Landkreis Westprignitz | Patrimonialgericht                               |
| Güblitz              | Landkreis Westprignitz | Patrimonialgericht                               |
| Pirow                | Landkreis Westprignitz | Patrimonialgericht                               |
| Groß Berge           | Landkreis Westprignitz | Patrimonialgericht                               |
| Klein Berge          | Landkreis Westprignitz | Patrimonialgericht                               |
| Mühlenkamp           | Landkreis Westprignitz | Patrimonialgericht                               |
| Lockstädt            | Landkreis Westprignitz | Patrimonialgericht                               |
| Kleeste              | Landkreis Westprignitz | Patrimonialgericht                               |
| Steinfeld            | Landkreis Westprignitz | Patrimonialgericht                               |

## Gerichtskommission Sandau
In Sandau bestand bis 1849 das Land- und Stadtgericht Sandau. Der Gerichtsdeputation Sandau waren folgende Gemeinden zugeordnet:
| Ort                    | Landkreis              | früheres Gericht                        |
| ---------------------- | ---------------------- | --------------------------------------- |
| Sandau                 | Landkreis Westprignitz | Königliches Oberlandesgericht Magdeburg |
| Garz                   | Landkreis Westprignitz | Königliches Oberlandesgericht Magdeburg |
| Kamern                 | Landkreis Westprignitz | Königliches Oberlandesgericht Magdeburg |
| Klietz                 | Landkreis Westprignitz | Königliches Oberlandesgericht Magdeburg |
| Scharlibbe mit Mahlitz | Landkreis Westprignitz | Königliches Oberlandesgericht Magdeburg |
| Molkenberg             | Landkreis Westprignitz | Königliches Oberlandesgericht Magdeburg |
| Neuermarkt             | Landkreis Westprignitz | Königliches Oberlandesgericht Magdeburg |
| Rierow und Caputh      | Landkreis Westprignitz | Königliches Oberlandesgericht Magdeburg |
| Rehberg                | Landkreis Westprignitz | Königliches Oberlandesgericht Magdeburg |
| Schönfeld              | Landkreis Westprignitz | Königliches Oberlandesgericht Magdeburg |
| Warnau                 | Landkreis Westprignitz | Königliches Oberlandesgericht Magdeburg |
| Wulkau mit Gut Sandau  | Landkreis Westprignitz | Königliches Oberlandesgericht Magdeburg |
| Kuhlhausen             | Landkreis Westprignitz | Königliches Oberlandesgericht Magdeburg |

## Gerichtskommission Wilsnack
Der Gerichtsdeputation Wilsnack waren folgende Gemeinden zugeordnet:
| Ort                       | Landkreis              | früheres Gericht   |
| ------------------------- | ---------------------- | ------------------ |
| Wilsnack                  | Landkreis Westprignitz | Patrimonialgericht |
| Gut Wilsnack              | Landkreis Westprignitz | Patrimonialgericht |
| Legde                     | Landkreis Westprignitz | Patrimonialgericht |
| Groß Lüben                | Landkreis Westprignitz | Patrimonialgericht |
| Klein Lüben               | Landkreis Westprignitz | Patrimonialgericht |
| Grube                     | Landkreis Westprignitz | Patrimonialgericht |
| Karthan und Haaren        | Landkreis Westprignitz | Patrimonialgericht |
| Roddahn                   | Landkreis Westprignitz | Patrimonialgericht |
| Haverland                 | Landkreis Westprignitz | Patrimonialgericht |
| Abbendorf                 | Landkreis Westprignitz | Patrimonialgericht |
| Rühstädt                  | Landkreis Westprignitz | Patrimonialgericht |
| Gnevsdorf                 | Landkreis Westprignitz | Patrimonialgericht |
| Lennewitz                 | Landkreis Westprignitz | Patrimonialgericht |
| Plattenburg und Jernichow | Landkreis Westprignitz | Patrimonialgericht |
| Groß Leppin               | Landkreis Westprignitz | Patrimonialgericht |
| Bälow und Sandkrug        | Landkreis Westprignitz | Patrimonialgericht |

## Gerichtskommission Wittenberge
Der Gerichtsdeputation Wittenberge waren folgende Gemeinden zugeordnet:
| Ort              | Landkreis              | früheres Gericht                                                       |
| ---------------- | ---------------------- | ---------------------------------------------------------------------- |
| Wittenberge      | Landkreis Westprignitz | Privatgericht                                                          |
| Burg Wittenberge | Landkreis Westprignitz | Privatgericht                                                          |
| Neuburg          | Landkreis Westprignitz | Privatgericht                                                          |
| Klein-Breese     | Landkreis Westprignitz | Privatgericht                                                          |
| Mittel-Breese    | Landkreis Westprignitz | Privatgericht                                                          |
| Lütjenheide      | Landkreis Westprignitz | Teils Patrimonialgericht, teils Stadtgericht Perleberg                 |
| Zwischendeich    | Landkreis Westprignitz | Stadtgericht Perleberg                                                 |
| Garsedow         | Landkreis Westprignitz | Patrimonialgericht                                                     |
| Hinzdorf         | Landkreis Westprignitz | Patrimonialgericht                                                     |
| Kuhblank         | Landkreis Westprignitz | Patrimonialgericht                                                     |
| Weißen           | Landkreis Westprignitz | Patrimonialgericht                                                     |
| Lindenberg       | Landkreis Westprignitz | Patrimonialgericht                                                     |
| Motrich          | Landkreis Westprignitz | Teils Patrimonialgericht Gabow, teils Land- und Stadtgericht Havelberg |
| Wentdorf         | Landkreis Westprignitz | Patrimonialgericht                                                     |
| Müggendorf       | Landkreis Westprignitz | Patrimonialgericht                                                     |
| Schadebeuster    | Landkreis Westprignitz | Patrimonialgericht                                                     |
| Groß-Breese      | Landkreis Westprignitz | Patrimonialgericht                                                     |
| Bentwisch        | Landkreis Westprignitz | Patrimonialgericht                                                     |
| Cumlosen         | Landkreis Westprignitz | Patrimonialgericht                                                     |